# Ophiobolus clavisporus
Ophiobolus clavisporus är en svampart som beskrevs av Pass. . Ophiobolus clavisporus ingår i släktet Ophiobolus och familjen Leptosphaeriaceae.   Inga underarter finns listade i Catalogue of Life.